# Wael Sharaf
Wael Sharaf (en árabe: وائل شرف, nacido el 15 de julio de 1977) es un actor y director de cine sirio. Es conocido por ser parte del reparto de Bab al-Hara (entre las temporadas 1 y 7) un drama histórico en el que interpreta a Moataz.
La grabación de Bab Al-Hara ocurrió en Damasco.

## Biografía
El verdadero nombre de Wael Sharaf es Wael Subhi al-Rifai, y es hijo del actor sirio Sobhi Al-Rifai. Sharaf se graduó del Instituto Superior de Artes Dramáticas en Damasco en 2001 y participó en varios programas de televisión de la producción de compañías privadas y la televisión árabe siria, e hizo su debut en Al-Mutanabbi en 2001. Viajó a Ucrania donde comenzó los estudios de medicina. Más tarde se dedicó a su verdadera pasión, la actuación. A Wael Sharaf se le ha apodado como «el Johnny Depp árabe»,  debido en parte a su papel como Moataz en la exitosa telenovela Bab al-Hara, no solo en Siria sino en todo el mundo árabe.
En 2012 hubo rumores de que Wael Sharaf huyó a Turquía y fue asesinado por el ataque aéreo al salir del país. Wael Sharaf calmó los rumores al hacer una declaración pública a todos sus fanáticos de que estaba vivo y aún en Siria.

## Bab Al-Hara
La emisión de Bab Al-Hara comenzó en 2006. Sharaf actuó en la serie desde la primera temporada, pero fue a partir de la cuarta temporada que comenzó a tener un papel más relevante. Sharaf interpretó a Moataz, el hijo de Abu Issam, el farmacéutico hasta la séptima temporada y luego anunció en su cuenta oficial de Instagram que no actuaría en la octava temporada. En una entrevista con CNN árabe, el director de Bab Al-Hara, Bassam Al-Mulla, declaró que Wael Sharaf está estudiando en Londres y que exigía un salario mayor. Bassem también declaró que Wael ha ignorado el favor que la serie tiene sobre él. A la semana siguiente, Wael respondió en su página que él tenía una oportunidad y que algunas personas son mejores aprovechando las oportunidades y usándolas para sus beneficios. También declaró que sin él, el personaje no habría logrado el éxito que obtuvo y que estuvo protagonizando la serie durante 7 años, lo que significa que no le debe nada a la serie.

## Televisión
| Año       | Título                         | Función                                                                                        | Notas                          |
| --------- | ------------------------------ | ---------------------------------------------------------------------------------------------- | ------------------------------ |
| 2001      | Al-Muttanabi                   |                                                                                                |                                |
| 2003      | Maraya                         |                                                                                                | 1 episodio                     |
| 2003      | Boqaa Dhaou 3                  |                                                                                                | Temporada 3                    |
| 2003      | Dhikrayat Al-Zaman Al Kadem    |                                                                                                |                                |
| 2003      | Ana wa Aammati Amina           | Hatem                                                                                          |                                |
| 2003      | Al-Houjaj                      |                                                                                                |                                |
| 2003      | Es'al Rouhak                   |                                                                                                |                                |
| 2003      | Hakayat Al-lail wa Al-nahar    |                                                                                                | 1 episodio                     |
| 2004      | AlKhayt Al-abyadh              | Jamal                                                                                          |                                |
| 2004      | Fatel Al-rabie                 | Ashraf                                                                                         |                                |
| 2004      | Layali Al-Salhiya              | Abd Al-Heno                                                                                    |                                |
| 2004      | Rejaha                         | Aaref                                                                                          |                                |
| 2005      | Al-shams Tashruq Hombres Jadid | Riyadh                                                                                         |                                |
| 2006      | Al-Qadhiya 6008                | Nadim                                                                                          |                                |
| 2006      | Ahl Algharam                   |                                                                                                |                                |
| 2006      | Weshaa Alhawa                  | Andre                                                                                          |                                |
| 2006–2015 | Bab Al-Hara                    | Moataz                                                                                         | Temporadas 1, 2, 3, 4, 5, 6, 7 |
| 2007      | Aaqal Almajanin                |                                                                                                |                                |
| 2007      | Aljamar wa Aljamar             |                                                                                                |                                |
| 2007      | Antar Ibn Shaddad              | Hounayfa Ibn Badr                                                                              |                                |
| 2007      | Sirat Alhoub                   | - Alladin en Alladin and the Magic Lompe - Tamim en Sukkar Makr - Ammar en Mabas Tama Ghayrama |                                |
| 2007      | Koum Alhajar                   | Ahmed                                                                                          |                                |
| 2008      | Pone Saraba                    | Aamer                                                                                          |                                |
| 2008      | Beit Jeddi                     | Aajaj                                                                                          | Temporada 1                    |
| 2009      | Qalbi Maakoum                  | Fouad                                                                                          |                                |
| 2010      | Laanat Altin                   | Jawad                                                                                          |                                |
| 2010      | Baad Alsoqout                  | Majeed                                                                                         |                                |
| 2011–2012 | Dalila wa Zaybaq               | Ali Al-Zaybaq                                                                                  | Temporadas 1 y 2               |
| 2012      | Tahoun Al-shar                 | Zidou                                                                                          |                                |
| 2014      | El-hob Kolah                   | Nasr Al-Deen                                                                                   | 5 episodios                    |
| 2018      | Hawa Al-roh                    | Ibrahim                                                                                        |                                |